# Franco Maccagnone
Franco Maccagnone, principe di Granatelli (Palermo, 21 luglio 1807 – Genova, 18 settembre 1857), è stato un architetto italiano e studioso dell'architettura siciliana; fu anche sindaco di Mazara del Vallo.

## Biografia
Nel 1848, per conto del governo provvisorio del Regno di Sicilia acquistò il Bombay, una nave ancora in costruzione e ne avviò i lavori di trasformazione in pirofregata ribattezzandola Ruggero Settimo. La nave fu però sequestrata dalle autorità britanniche e nel 1851, dopo la caduta del governo insurrezionalista siciliano, venne formalmente consegnata al Regno delle Due Sicilie che la mise in servizio con il nome di Fulminante.
La sua tomba si trova nella chiesa di San Domenico a Palermo.